# Мітасов Олег Євгенійович
Олег Євгенійович Мітасов  (нар. 31 січня 1953, Карлові Вари, Чехословаччина — пом. 23 грудня 1999, Стрілеча, Україна) — художник-аутсайдер,  міська легенда Харкова.

## Біографія
Народився в Карлових Варах. Батько працював гірничим інженером, мати — лікаркою в посольстві.

Через деякий час родина Мітасова переїхала до Харкова, де Олег пізніше працював заступником директора магазину. Неодноразово госпіталізувався в Харківську міську клінічну психіатричну лікарню № 15. Всередині 1980-х років Олег Мітасов почав наносити на стіни будинків численні написи. 
«В 1980-90-х роках безліч стін та інших вертикальних поверхонь у центрі цього міста були росписані „тегами“ та різноманітними, часто безмістовними, написами авторства Олега Мітасова. Квартира ж Мітасова — від вхідних дверей до вікон — була вкрита написами повністю. Кандидат економічних наук, Олег Мітасов мав розлади психіки, ймовірно шизофринічного спектру, однак його точний діагноз не відомий. В будь якому разі художнє коло Харкова прийняло Мітасова за колегу. Був навіть план перетворити квартиру Мітасова на музей, який на жаль не був втілений.»
Написи в місті повторювали фрази «Где на земле», «Звёзд с неба не срывать», «Ленин», «Митасов» і видатну фразу -   «ВЕК ВАК» — імовірно, ВАК  означає Вищу атестаційну комісію, яку Мітасов не зміг пройти. Існують припущення, що саме ця подія стала серйозним ударом по психічному здоров'ю Мітасова. В період своєї відомості Олег Мітасов мешкав в семикімнатній комунальній квартирі в центрі Харкова за адресою провулок Червонопрапорний, 18, нині Каплунівський. Відомо, що написи були обрамлені товстими крапками по бокам і писались без прописних літер. Окремі написи до сих пір можна зустріти в прилеглих до помешкання Мітасова домах та подвір'ях.
Помер Олег Мітасов 23 грудня 1999 року від туберкульозу в Харківській обласній психіатричній лікарні № 1 і після відмови родичів забрати тіло за гроші, був похований на кладовищі при лікарні.

### Квартира
Всім відомі написи Мітасов робив не лише на вулиці, але і вдома, про що було відомо деяким людям, що цікавились його творчістю. В своє помешкання він нікого не допускав, проте звідкісь було відомо, що весь простір комунальної квартири, з якої практично всі мешканці виїхали, також був заповнений написами.
В городе, где в своё время жил и преподавал Григорий Сковорода, известный своими философскими высказываниями-парадоксами («Мир ловил меня, но не поймал»), фигура Митасова выглядела знаковой, продолжающей некую традицию поиска космической гармонии человека и окружающего мира. Из этой же серии представление о Митасове-шамане, кружившемся и выкрикивающем слова-символы под проливным дождём.
— А. Корнєв. З уявлень і фантазій.
Після смерті мами Мітасова, в квартирі був проведений ремонт, і більшість унікальних написів всередині квартири було втрачено. По деяким даним в квартирі певний час розташовувався якийсь офіс.  В серпні 2018-ого року квартира мала статус виставленої на продаж. Деякі з уцілілих предметів обмеблювання списаних та обдряпаних Олегом Мітасовим були підібрані і в майбутньому експонувались на виставках в Харкові. Доля фортепіано і холодильника, що були покриті в декілька шарів написами і малюнками Мітасова, залишається невідомою.
Лиш деякі вуличні написи залишились збереженими  досьогодні. Частина їх була втрачена по причині ремонту поверхонь, на яких ті знаходились, часом зафарбовувались саме написи.

## Пам'ять
- Вигляд інтер'єру помешкання Олега Мітасова відомий всім завдяки фотозйомці художника Павла Макова[10] і згадуються його книзі «Хроніки Утопії».
- Микола Шток та Павло Маков на основі написів Олега Мітасова розробили шрифт для комп'ютерного набору «МіТАСОВ».[11]

«…Он умер в 1999 году. Я побывал в его квартире около трех часов после его смерти, когда узнал, что его вещи начали выбрасывать. Мне этого хватило на многие годы. Там я увидел эту главную надпись „Ты никогда землей не был, но и быть не можешь“. Это крайне метафорическое высказывание. Там я сделал фотографии и нашел дневники, которые передал в Центр медико-социальной реабилитациив Киеве, потом мы сделали выставку в Павловке…»
"Я далек от мысли о возможности какой-либо интерпретации «митасовского» наследия и хотел бы предостеречь от любой попытки использовать этот материал как источник творческого вдохновения. Митасов — явление природы. Его «творчество» — не искусство. Это — документ " — пише Маков в 2001 році.
- У Харкові є гурт ВЕК.ВАК, названа по одній з найвідоміших фраз Мітасова. Гурт використовує фрази Мітасова в своїх піснях.[14]
- Музичний проект Outsider Leisure випустив альбом «Сни Мітасова».[15]
- Назва пісні «звезд с неба не сорвать» харківського пост-метал/емо гурту unholydays  напряму посилається на Мітасова, а її текст частково складається з його фраз, які доповнюють загальну атмосферу пост-апокаліптичного відчаю композиції.
- У репертуарі харківського панк-рок гурту Линия Надреза є пісня «Мітасов» (текст — Володимир Сазонов)[16].
- Стрітартист Гамлет Зінківський створив в Харкові вуличну роботу обрамивши авторський напис Мітасова білим тлом та додавши слова «Знаємо, любимо, пам'ятаємо».[17]
- Мітасов суттєво вплинув на альбом «Перетворення» гурту Ziferblat, зокрема в пісні «Дурень» був згаданий його відомий напис.

### Відео
- «Муниципалка приглашает на выставку, посвященную Митасову», Харків, 2018 [Архівовано 11 листопада 2020 у Wayback Machine.]
- «КультУра-Олег Митасов», 2010 [Архівовано 10 листопада 2020 у Wayback Machine.]